# Человек на четвереньках
«Человек на четвереньках» (англ. The Adventure of the Creeping Man) — один из рассказов английского писателя Артура Конан Дойла о знаменитом сыщике Шерлоке Холмсе. Входит в завершающий сборник рассказов «Архив Шерлока Холмса», опубликованный в 1927 г.

## Сюжет
В начале сентября 1903 года к Шерлоку Холмсу за помощью обращается некий Джон Беннет, работающий ассистентом у знаменитого профессора Пресбери из Кэмфорда. Пожилой профессор сделал предложение юной дочери одного из своих коллег, но был отвергнут из-за своего преклонного возраста. После этого Пресбери, никого не уведомив, исчезает на некоторое время из дому, а затем начинает загадочную переписку с неким чехом по фамилии Дорак, владельцем универсального магазина в Лондоне. Кроме того, профессор привозит небольшую шкатулку, которую категорически запрещает трогать, даже своему ассистенту. Непонятным образом меняется и поведение Пресбери: он становится грубым, подозрительным, замкнутым. Причём эта «угрюмость» усиливается у профессора, по наблюдениям Беннета, каждые девять дней, после получения от Дорака очередных письма и небольшого пакета. Поведение домашнего пса по кличке Рой также очень странно: собака несколько раз бросалась на хозяина с таким остервенением, что её пришлось посадить на цепь на улице. Последней каплей, побудившей Беннета обратится к Холмсу, стал жуткий эпизод: ночью Беннет увидел профессора, идущего по коридору на четвереньках. Холмс готов приступить к расследованию. И тут же в квартиру на Бейкер-стрит приходит дочь профессора Пресбери, Эдит, невеста Беннета. Крайне взволнованная, она рассказывает ещё один жуткий случай: ночью профессор, залезший на дерево, стал снаружи стучать в окно её спальни, расположенной на третьем этаже.
Холмс в сопровождении Ватсона немедленно выезжает в университетский городок, где проживает Пресбери. После осмотра деревьев, окружающих дом, Холмс и Ватсон встречаются с Пресбери, поведение которого поражает их своей агрессией. Проанализировав полученную информацию, Холмс предлагает Ватсону и Беннету проследить за профессором ночью, после того, как он получит очередной пакет от Дорака. Вскоре случай представляется, и в полночь Холмс с Ватсоном видят профессора Пресбери, ведущего себя как обезьяна. Профессор ходит на четвереньках и поразительно ловко прыгает по деревьям с ветки на ветку. После этого Пресбери начинает дразнить посаженного на цепь пса, который, вырвавшись из ошейника, кидается на своего хозяина и едва не перегрызает ему горло. Ватсон оказывает пострадавшему Пресбери медицинскую помощь.
Холмс в присутствии Ватсона и Беннета вскрывает загадочную шкатулку профессора и обнаруживает там флаконы с препаратом, шприцы для инъекций, переписку с Дораком, а также письмо от некоего Г. Ловенштейна, ученого из Праги, который якобы открыл сыворотку омолаживания и которого бойкотируют все учёные Европы за отказ поделиться результатами своего открытия. Профессор Пресбери, в своем желании омолодиться, воспользовался услугами Ловенштейна и стал делать себе инъекции «сыворотки», приготовленной на основе крови некоего примата,  «черноголового хульмана». Увы, Природу обмануть не удалось, а побочным эффектом стала моральная и физическая деградация профессора до уровня обезьяны.

## Интересные факты
- Рассказ «Человек на четвереньках» входит в ограниченный список рассказов (например, таких как «Скандал в Богемии», «Знатный холостяк», «Человек с рассеченной губой») о приключениях Шерлока Холмса и доктора Ватсона, в которых отсутствует криминальная подоплёка.